# Парламентарни избори у Краљевини Србији 1914.
Расписани су били избори за август 1914. год. али су због рата одложени.